# Granville Brothers Aircraft

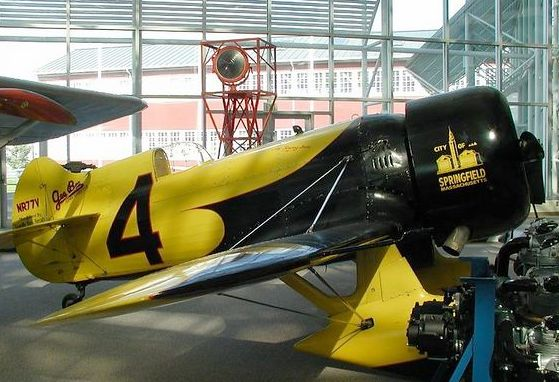
Reproducción aeronáutica del Gee Bee Model Z "Ciudad de Springfield" en el Museo de Vuelo en Seattle

Granville Brothers Aircraft fue un fabricante de aviones en funcionamiento desde 1929 hasta su quiebra en 1934. La empresa estaba ubicada en el Aeropuerto de Springfield en Springfield, Massachusetts. Los Granville Brothers, Zantford, Thomas, Robert, Mark y Edward, son los más conocidos por la producción de los tres corredores aéreos Super Sportster Gee Bee, los modelos Z, R1 y R2, que son sinónimo de la edad de oro de las carreras aéreas. [cita requerida]

## Aviones
Datos de: Aerofiles
Los hermanos Granville construyeron solo 24 aviones. Solo se sabe que existen dos aviones originales.

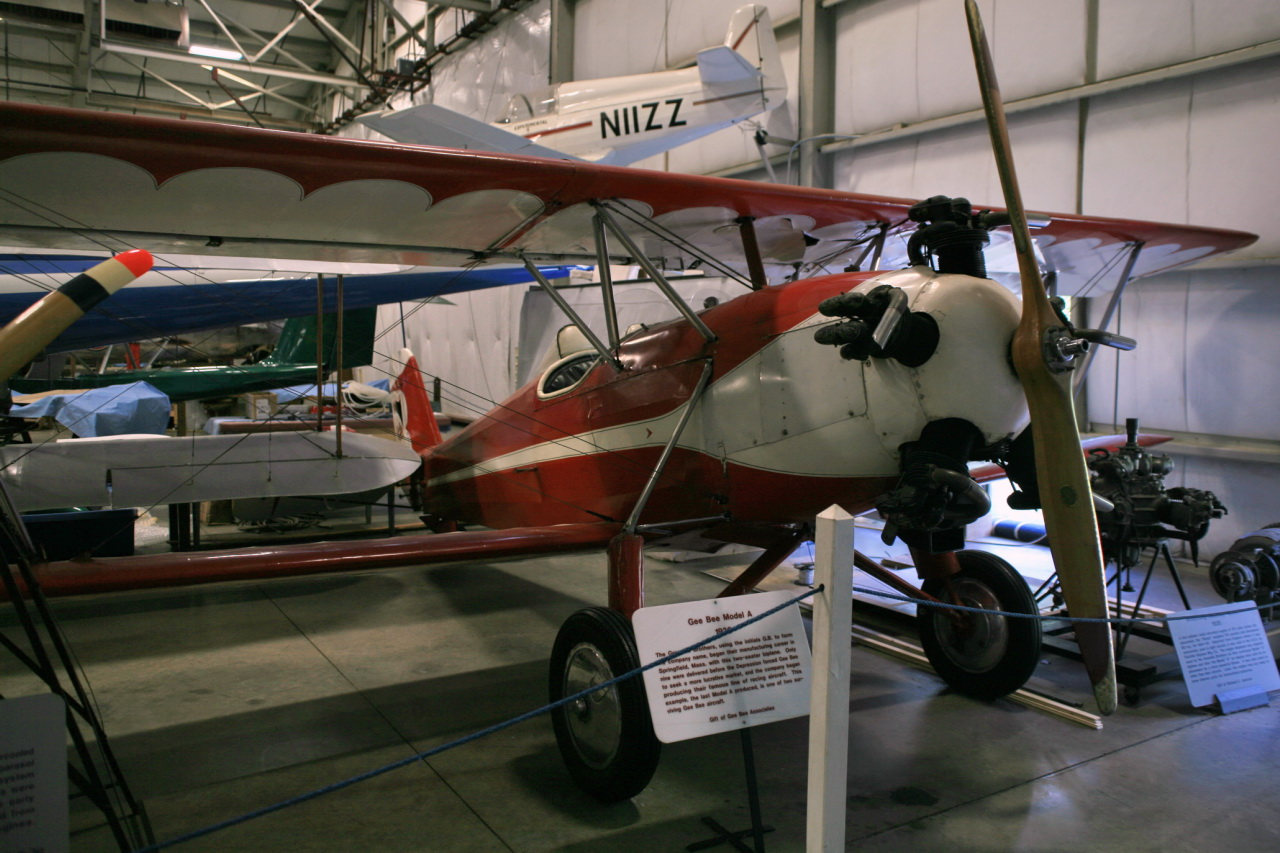
Granville Brothers Modelo A

- El biplano modelo A (1929) usó el motor radial Kinner K-5 (nueve construidos, 2 sobreviven, uno en el New England Air Museum).[3]
- Model X Sportster (1930), volado en el Cirrus Derby (uno construido, se estrelló en septiembre de 1931, Roscoe Brinton rescató[4]).
- Model B Sportster (1930), con un motor radial Warner (uno de ellos construido, se rumorea que se usó en la Guerra civil española, que aún volaba a finales de los años 40 en España).
- Model C Sportster (1930), motor en línea Menasco (uno construido, destruido en un accidente aéreo en Jersey City, Nueva Jersey, 25 de octubre de 1931, que mató a Harry E.R. Hall).[5][6]
- El Model D Sportster (1931), con el motor Menasco en línea (uno de ellos construido, se estrelló en julio de 1936, el piloto Channing Seabury murió matando).
- Model E Sportsters (1931), con motor radial Warner (cuatro construidos, todos destruidos).

1. Se estrelló en febrero de 1934, Z.D. Granville asesinado, Spartanburg, Carolina del Sur.
2. En agosto de 1932, Russell Boardman sufrió una grave conmoción cerebral.
3. Se estrelló el 14 de febrero de 1931 en el Candler Field Atlanta. Johnny Kytle mató.
4. Destruido en accidente. El ala se mantiene actualmente en el museo EAA AirVenture.

- Model Y Senior Sportster, (1931) (dos construidos, ambos destruidos).

1. Warner radial, la hélice se desarmó y el avión giró.
2. El banco de pruebas de Lycoming, luego equipado con un motor Wright Whirlwind. Florence Klingensmith mató en 1933 el accidente de las Carreras Aéreas Nacionales.

- Model Z Super Sportster, Pratt & Whitney "Wasp" potenciado, ganador del Trofeo Thompson de 1931 (uno construido, destruido el 5 de diciembre de 1931, Lowell Bayles asesinado).
- Model R-1 Super Sportster (1931), Pratt & Whitney "Wasp" impulsado, 1932 Thompson Trophy y Shell Speed Dash ganador, piloto Jimmy Doolittle (uno construido, destruido el 1 de julio de 1933, Russell Boardman asesinado).
- Modelo R-2 Super Sportster (1931), Pratt & Whitney "Wasp" alimentado, (uno construido, destruido a finales de 1933, Jimmy Haizlip lesionado).
- Modelo R-1/2 Super Sportster, Pratt & Whitney "Wasp" alimentado, construido a partir de restos de R1 y R2 (uno construido, destruido en 1935, Cecil Allen muerto).
- El modelo Q de Bee de Gee Bee, una batería de tractor Aeronca construida para probar la configuración (uno construido, se estrelló el 24 de diciembre de 1931, Mark Granville resultó lesionado).[7][8]
- Gee Bee Q.E.D., Pratt & Whitney "Wasp" accionada (una construida, se estrelló el 7 de junio de 1939, mató a Francisco Sarabia, el avión se reconstruyó y se retiró a un museo en Ciudad Lerdo, Durango, México).

## Aviones sin terminar
GeeBee C-8 Eightster - raro avión de línea de los años 1930 y 1940

## Réplica y reproducción de aviones Gee Bee

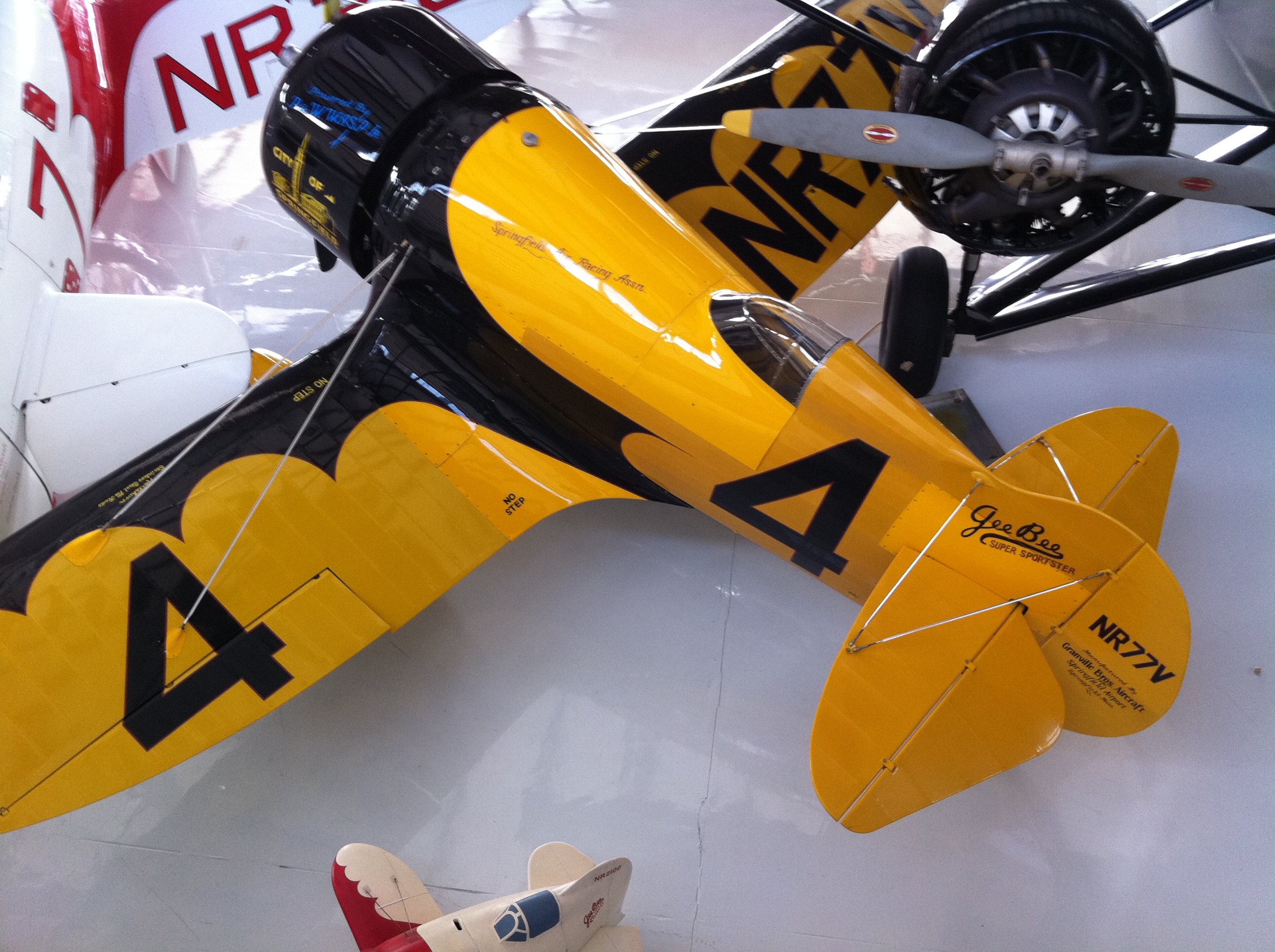
Reproducción en vuelo del modelo Gee Bee Model Z en Fantasy of Flight en Polk City, Florida

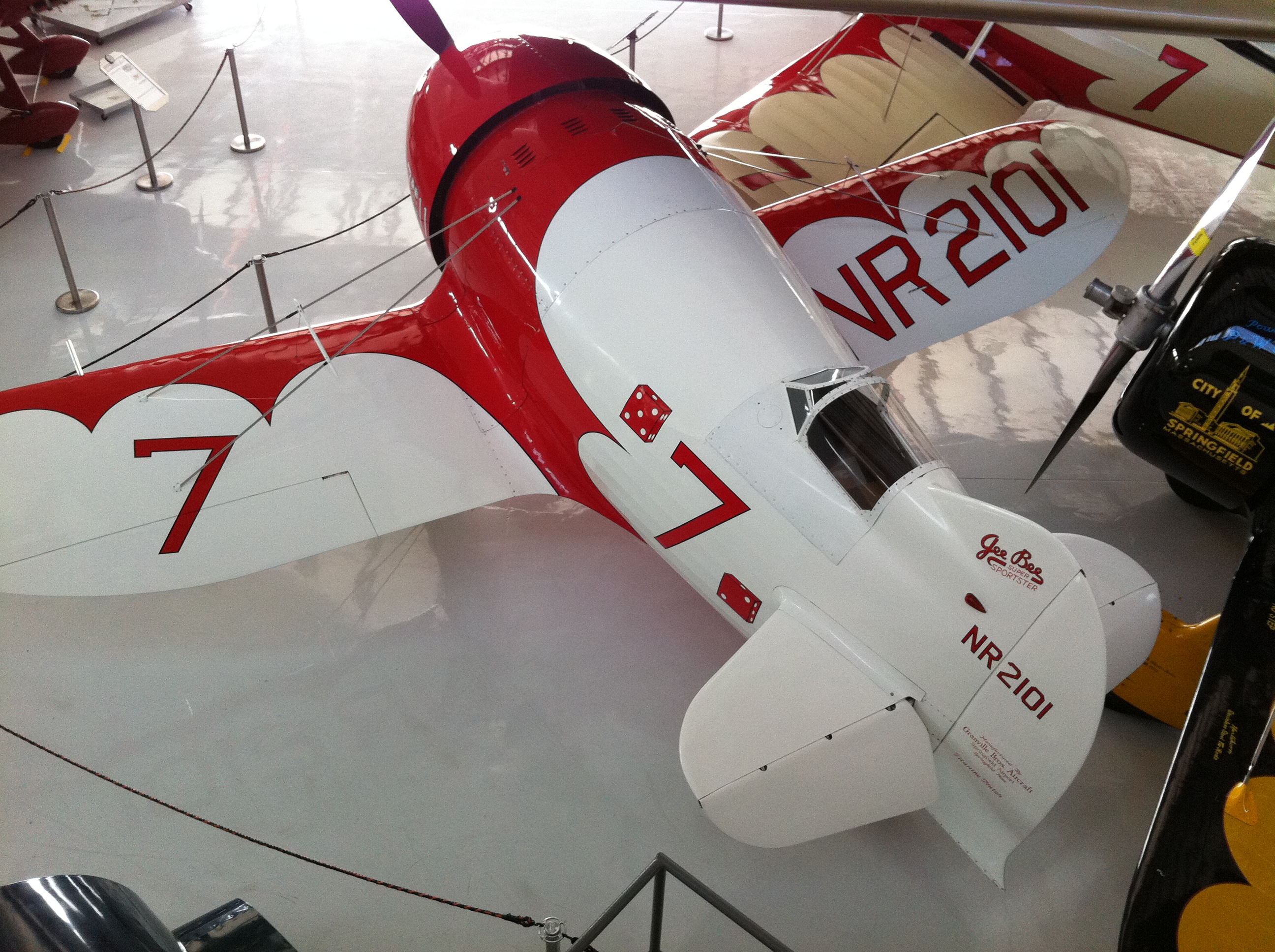
Reproducción en vuelo del Gee Bee R-2 Super Sportster en Fantasy of Flight en Polk City, Florida

En 1970, Ken Flaglor comenzó a construir una réplica del Modelo YL de Florence Klingensmith. Terminada en 1984, esta reproducción es impulsada por un Lycoming R-680 de 300 caballos de fuerza. Jack Venaleck ahora posee este avión.
Scott Crosby de Antelope, California y Jim Jenkins de Connecticut han construido modelos E de reproducción. Crosby se estrelló varias veces con un modelo E reconstruido antes de la donación del segundo propietario al Evergreen Aviation & Space Museum en McMinnville, Oregón.
Dennis Emms de Australia está construyendo una réplica de modelo E.
Gee Bee Model Z: Bill Turner hizo una réplica del Model Z de 1931 con la asistencia de consultoría de Rob & Ed Granville. Fue completado y volado el 25 de noviembre de 1978. Este avión fue comprado en última instancia por Walt Disney Company y se usó en la película The Rocketeer (1991). En la película, el Gee Bee Z aparece con el mismo esquema de pintura y número de cola "NR77V" que el original. Ahora está en exhibición en el Museo de Vuelo de Seattle.
Una réplica de Gee Bee Z ha sido completada por Jim Kimball Enterprises y luego vendida a la Fantasía de Vuelo de Kermit Weeks, Polk City, Florida.
El Crawford Auto-Aviation Museum en Cleveland, Ohio tiene una réplica R-1, actualmente en exhibición a partir de junio de 2018.
El New England Air Museum en Windsor Locks, Connecticut, tiene una reproducción R-1 construida con mucha ayuda de los supervivientes Granvilles y Pete Miller, calificándose como un avión de réplica, utilizando los dibujos originales de 1932 y desde que la gente que trabaja para la firma original Gee Bee ayudó en su construcción. Esta reproducción R-1 incluso luce una hélice fabricada por Smith, como la que ganó el Thompson Air Race de 1932. La hélice de la reproducción fue donada por Harold Smith, el proveedor de la hélice original en 1932.
En Springfield, Massachusetts, el Museo de Historia de Springfield tiene una réplica de fibra de vidrio no volable a gran escala del Gee Bee R-1 que cuelga en el atrio.
La réplica voladora más famosa de cualquiera de los Super Sportsters fue el ejemplo de Gee Bee R-2 construido por Delmar Benjamin y Steve Wolf, que se realizó en la prueba de vuelo el 23 de diciembre de 1991. Después de haber sido volado durante muchos años, el avión fue vendido a Kermit Weeks. 'Fantasy of Flight en Polk City, Florida, junto con la réplica del Modelo Z.
El San Diego Air & Space Museum ha completado una reproducción de Gee Bee R-1, utilizando planos originales provistos por la familia Granville. Los planes se entregaron en virtud del acuerdo de que la aeronave nunca se volará ni se venderá.
Una réplica altamente modificada del Gee Bee Q.E.D. El R-6 fue construido por Jim Moss y sus asistentes, impulsado por un ciclón Wright R-1820 de 1,425 hp (1,063 kW). El avión realizó su primer vuelo el 26 de septiembre de 2013.